# Велко Палин
Велко Иванов Палин е български партиен и военен деец, генерал-полковник.

## Биография
Велко Палин е роден на 30 септември 1921 година в с. Александрово, днес град Димово, Видинско. Член на РМС от 1937 г., на БРП (к) от 1942 г. През 1941 г. става член на Окръжния комитет на РМС във Видин. Завършва средно реално образование във Видин през 1940 г. Секретар на РМС в родното си село (1940 – 1941). От 1941 до 1942 г. служи в петнадесети пехотен ломски полк. След това служи в дружина в село Ягодина в Югославия. През декември 1942 г. е арестуван и осъден на 10 години затвор. Излиза от затвора на 8 септември 1944 г. След това член на Околийският комитет на БКП в Белоградчик.
Участва във войната срещу Германия като помощник-командир на 2-ра дружина на 15-и пехотен Ломски полк от 12 септември 1944 г., а от 6 ноември 1944 г. на полка. Награден с Орден „За храброст“ IV ст. 2 кл. От януари 1945 до февруари 1946 г. помощник-командир по политическата част на полка. След това от февруари до ноември 1946 г. е помощник-командир на тридесет и пети пехотен врачански полк. Между ноември 1946 и септември 1947 г. учи в Народното военно пехотно училище за политически офицер. Между септември и декември 1947 г. е началник на учебно-политическата секция на първа армия. След това от декември 1947 до ноември 1948 г. е командир на тридесет и девети пехотен полк в Гоце Делчев.
Учи във Военната академия „Фрунзе“ между ноември 1948 и декември 1951 г., която завършва с отличен успех. По-късно завършва Висшата военна академия на ГЩ на съветската армия. От декември 1951 до юли 1952 г. временно изпълнява длъжността командир на двадесет и четвърта мотострелкова дивизия, а след това става началник-щаб на първа армия. От 1951 г. е полковник, от 19 септември 1959 г. е генерал-майор, а от септември 1969 г. генерал-полковник. Началник на Военната академия „Георги Сава Раковски“ (1962 – 1964). Към 1965 г. е командир на първа армия. През 1965 година участва в разкриването на Заговора на Горуня – за демонстрираната лоялност диктаторът Тодор Живков го издига за началник на Главното политическо управление на българската армия (1966 – 1971) и завеждащ Военноадминистративния отдел на ЦК на БКП (1971 – 1989). От 1966 до 1971 г. е кандидат-член на ЦК на БКП, а от 1971 до 1990 г. е член на ЦК на БКП. Награждаван е с два ордена „Георги Димитров“ и почетното звание „Герой на социалистическия труд“ (указ № 2026 от 29 септември 1981). Носител на медал „За храброст“ (1945), орден „9 септември 1944 г.“ – I ст. с мечове (1959), II ст. с мечове (1962), орден „Георги Димитров“ (1971, 1974), съветски орден „Отечествена война“ – I ст., съветски орден „Октомврийска революция“. Умира през 2012 година. Народен представител в V, VI, VII, VIII и IX народни събрания.